# Erik Wikman
Erik Wikman, född 18 maj 1688 i Västra Hargs socken, död 11 september 1765 i Malexanders socken, var en svensk präst.

## Biografi
Erik Wikman föddes 1688 i Västra Hargs socken. Han var son till frälsefogden Anders Wikman och Ingeborg Lind. Wikman blev 1713 student vid Uppsala universitet och prästvigdes 27 september 1721. Han blev 1722 komminister i Svinhults församling och 1737 kyrkoherde i Malexanders församling. Wikman avled 1765 i Malexanders socken.

### Familj
Wikman gifte sig första gången 1723 med Catharina Schorelius (1700–1737), dotter till kyrkoherden Mathias Schorelius i Västra Hargs församling och Anna Horneer. De fick tillsammans barnen Eriana Catharina Wikman (född 1724) som var gift med komministern J. Aschanius i Sjögestads församling, Anna Margareta Wikman (född 1726) som var gift med regementspastorn E. Schenberg och Brita Maria Wikman (1732–1782). Wikman gifte sig andra gången 25 september 1739 med Anna Maria Wigius (1701–1784), dotter till kyrkoherden Petrus Petri Wigius i Askeryds församling.